# キャレル

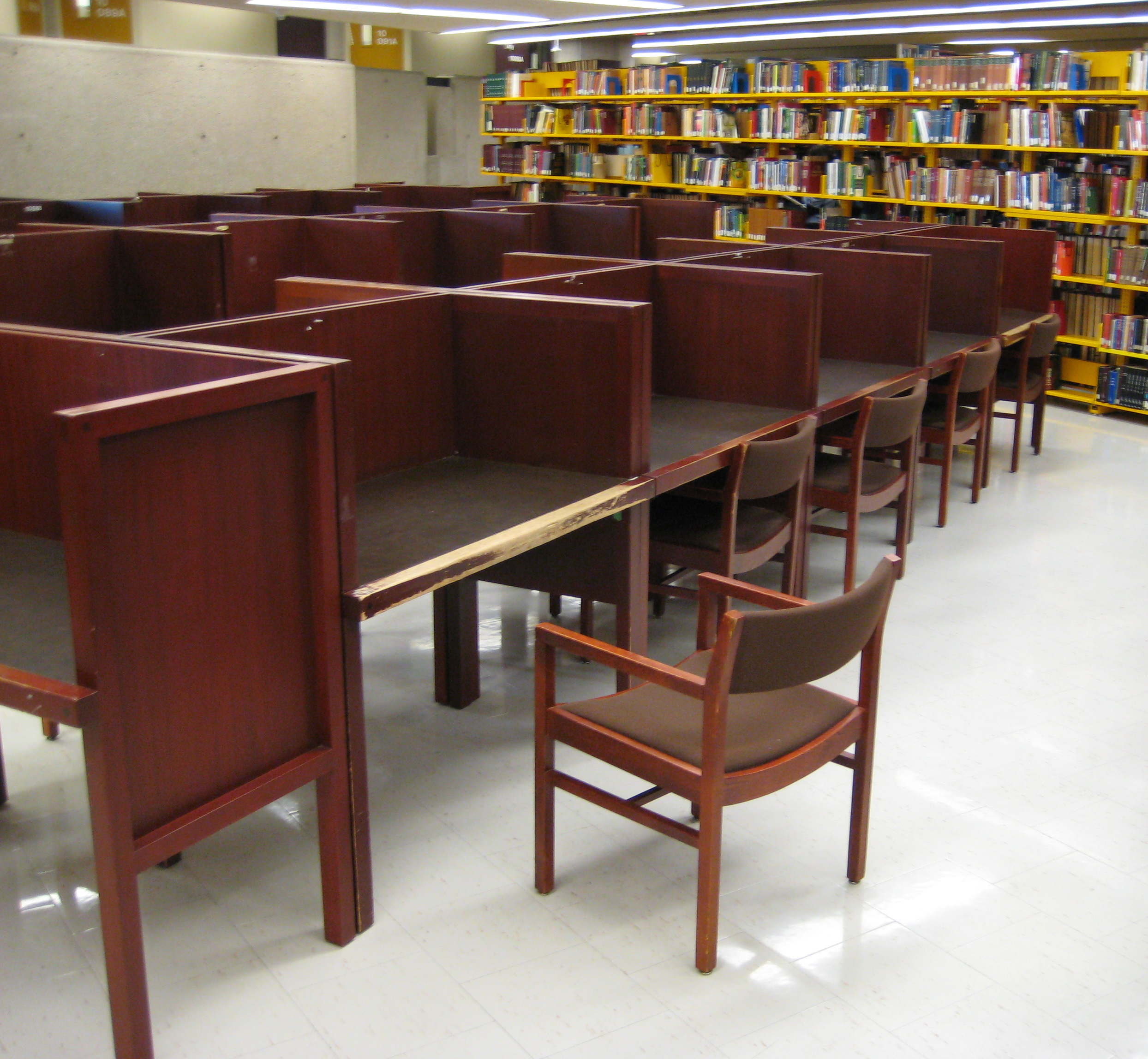
トロント大学のロバーツ図書館に設置された学習用キャレル

キャレル（英: carrel）は、主に研究・個人学習のために図書館の書庫・（開架）書架・閲覧室内などに設けられる個室、または個席のことである。元々は、読み書きや自習のために修道院に設けられる、机付きの個室を示していた。
個室だけに限定する場合は、クローズドキャレル (closed carrel)、個席だけに限定する場合は、オープンキャレル (open carrel) と言うが、日本においては単にキャレルといえばオープンキャレルを指すことも度々ある。キャレルで使われる机は、キャレルデスク (carrel desk)、またはキャレルテーブル (carrel table) と言う。主として、専門図書館や大学図書館、日本で言うところの都道府県立図書館相当の図書館に設置されることが多い。
現代のキャレルは照明が完備され、コンピュータを使うためのネットワーク環境が整えられていることもある。

## クローズドキャレル
| プリンストン大学図書館のキャレル |  | ウェルカム図書館のキャレル内装 |
| プリンストン大学図書館のキャレル |  | ウェルカム図書館のキャレル内装 |

クローズドキャレルでは、図書館員が利用状況を確認できるように、小窓かガラス入りドアが採用されている。利用方法は予約制を採る場合が多い。一時的に席を立つときのために、鍵が掛けられるようになっているものもある。

## オープンキャレル
プライバシーのため、キャレルデスクには、前方と両側面の3方向、または前方のみに間仕切りが立てられている。3方向に間仕切りが立っているキャレルはプライバシー確保の度合いが高く、側面に間仕切りが立てられていないキャレルでは利用者に開放的な印象を与える。そこまで高いプライバシーを求めていない利用者からは後者のほうが好まれる。キャレルデスクを横に並べて設置する場合は、側面への間仕切りはほとんど必須となる。キャレルは図書館において人気の席であり、利用者がキャレルとそれ以外の座席の選択肢を与えられたとき、殆ど毎回、キャレルを選ぶ傾向にある。
前方の間仕切りは簡易的な書棚の役割を担うようにデザインされていることが多いが、書棚がついていないキャレルデスクもあり、後者のキャレルデスクは公共図書館に多く見られる。机面は長方形で、公共図書館のキャレルデスクは横約90センチメートル (cm)、縦約60センチメートルのものが一般的である。ペンシルベニア州立大学では、92.5 cm×75 cm の机面をもつキャレルデスクを採用しているが、大きすぎるということはない。照明は、書棚下部に備え付けられることが多い。
キャレルデスクの新しい利用法として、コンピュータスペースが挙げられる。